# Szexuális erőszak (film)
A Szexuális erőszak, másik magyar címén: Hol az igazság? (eredeti címe: When He's Not a Stranger) 1989-ben készült amerikai filmdráma, amelyet John Gray rendezett. Magyarországon 1995-6-ban több kábelcsatorna is bemutatta szinkronnal (TV3, Szív TV, A3).

## Ismertető
A kaliforniai Woodward Egyetemen Lyn McKennát megerőszakolja a legjobb barátnőjének a barátja, Ron Cooper futballjátékos. Lyn először nem meri a nyilvánosság elé tárni a történteket, azonban a Rontól és barátaitól érkező folyamatos fenyegetések hatására kiharcolja, hogy Ront kihallgassák.

## Szereplők
- Annabeth Gish ... Lyn McKenna
- John Terlesky ... Ron Cooper
- Kevin Dillon ... Rick
- Kim Myers ... Melaine Fairchild
- Stephen Elliott ... Foster, ügyvéd
- Paul Dooley ... Ben McKenna
- Micole Mercurio ... Emily McKenna
- Allan Arbus ... Thomas J. Gray, bíró
- John M. Jackson ... edző